# Nasty Nasty
Nasty Nasty ist das 1986 erschienene dritte Studioalbum der aus Portland, Oregon, stammenden, in Los Angeles, Kalifornien, ansässigen Hard-Rock-Band Black ’n Blue. Produziert wurden acht der neun Lieder von Kiss-Bassist/Sänger Gene Simmons. Es ist das erfolgreichste Album der Gruppe.

## Entstehungsgeschichte
Nach der Veröffentlichung von Without Love begann auf der sich anschließenden über zweimonatigen Tournee im Vorprogramm von Kiss bereits das Songwriting für das kommende Album. Eine Pause zur Hälfte der Tour wurde dazu genutzt, die groben Liedstrukturen auszuarbeiten und ganz neue Kompositionen hinzuzufügen. Dies reichte aus, um ein Demo aufzunehmen, das Gene Simmons vorgespielt wurde. Er sollte mit seiner direkten Art ein objektives Urteil sprechen. Ihm gefiel das Material, sodass er der Band anbot, das Album zu produzieren.
Er produzierte zu dieser Zeit gerade The Final Frontier von Keel, weswegen er so oft es ging den Tourtross verließ, damit er sich dieser Arbeit widmen konnte. Als die Show im New Yorker Madison Square Garden absolviert war und Simmons sich auf den Weg zu Keel ins nahegelegene Studio machte, fuhr Jaime St. James mit, da Black ’n Blue und Keel befreundet waren. St. James sang dort einige Background Vocals ein. Ron Keel revanchierte sich bei der Aufnahme von Best in the West dafür. Außerdem brachte er seinen Gitarristen Marc Ferarri mit, während Simmons seinen Bandkollegen Peter Criss zur Unterstützung eingeladen hatte. Das Keyboard bei Kiss of Death bediente John Purdell, der später als Co-Songwriter und Produzent an erfolgreichen Produktionen (Ozzy Osbourne, Dream Theater, Foreigner) beteiligt war. Er spielte das Instrument auch bei Promise of the Moon, einem von Simmons mitgeschriebenen Lied, allerdings wurde es nicht für die LP verwendet. Drei andere Simmons-Kollaborationen wurden dagegen hintereinander an den Anfang platziert: Nasty Nasty (1992 von Kiss in Domino phrasiert), I Want It All und Does She or Doesn’t She. Eine komplette Fremdkomposition stammt von Jonathan Cain, der Bekanntheit durch seine Mitgliedschaften in Bad English und Journey erlangte. Sein I’ll Be There for You produzierte er losgelöst vom Hauptentstehungsprozess in einem anderen Studio. Der Grund dafür war, dass das Lied eigentlich für den Soundtrack des Films Out of Bounds, einem Romantic-Thriller mit Meat Loaf und Siouxsie Sioux, bestimmt war, jedoch nicht angenommen wurde. Der verhinderte Beitrag erschien der Band zu schade, ihn unveröffentlicht zu lassen. Nicht nur das, er wurde die einzige Single-Auskopplung.
Nasty Nasty wurde zum bestverkauften Album und erreichte infolgedessen die höchste Chartnotierung, nämlich #110 bei 20 Wochen Aufenthaltsdauer in den „Billboard 200“. Für Tommy Thayer ist die Nasty Nasty Tour 86-87 diejenige Tour, an die er sich am liebsten erinnert.

## Titelliste
Seite 1:
1. Nasty Nasty (Thayer/St. James/Simmons) – 4:29
2. I Want It All (I Want It Now) (Warner/St. James/Simmons) – 4:23
3. Does She or Doesn’t She (Thayer/St. James/Simmons) – 4:17
4. Kiss of Death (Thayer/St. James) – 5:07

Seite 2:
1. 12 O’Clock High (Thayer/St. James) – 3:38
2. Do What You Wanna Do (Warner/St. James) – 4:12
3. I’ll Be There for You (Jonathan Cain) – 3:47
4. Rules (Warner/St. James) – 3:39
5. Best in the West (Thayer/St. James) – 4:48

## Stil
Unter dem Eindruck der laufenden Tournee mit Kiss entstanden Stücke mit Live-Charakter, also stürmisch und rau. Die Rauheit des Demos wurde freilich nicht wiederbelebt, aber vom mainstreamigen Vorgänger Without Love unterschied es sich doch. Zum Anteil, den Gene Simmons daran hatte, äußerte sich St. James: „Die Sache mit Gene war nun mehr oder weniger Zufall, weil wir ja mit Kiss auf Tour waren. Damit haben wir aber großes Glück gehabt, denn Nasty Nasty spiegelte die Band zum ersten mal so wider, wie sie wirklich ist. Wir hatten es bis dahin nie geschafft, unsere Live-Energie auch auf’s Vinyl zu bringen. Die ersten beiden Alben waren zwar grundsolide, aber weder Dieter noch Bruce hatten uns irgendwann mal live gesehen. Gene hatte dazu wochenlang Gelegenheit. Er erkannte gleich, wo es bei Black’n’Blue langgehen mußte und machte eine Platte mit Ecken und Kanten.“ Der deutsche Vertrieb warb in seinem Waschzettel mit dem Simmons-Zitat: „Ich brauchte im Studio kaum in die Trickkiste zu greifen, da mußte nur noch ein Apfel poliert werden, der schon eine total knackige Angelegenheit war.“
Die Internetplattform Metalreviews konstatierte einen moderaten Stilwechsel hin zum L.A.-Sleaze-Sound.

## Rezeption
Arlett Vereecke (Metal Hammer) empfand das Werk als Volltreffer: „Da gibt es keine unnötigen Herumspielereien mit Songs und Sounds, jede Nummer ist von Gene Simmons schnörkellos und ungeschliffen produziert worden.“ Im Rock Hard hielt Oliver Klemm fest, es gelte „gemeinhin als das beste der Schwarz-Blauen“. Natürlich ließ auch er Simmons nicht unerwähnt, „der auch tatkräftig am Songwriting solcher Partykracher wie dem Titelsong oder I Want It All (I Want It Now) beteiligt war – Titel, die in jede gut sortierte Eighties-Kollektion gehören und das Drittwerk zum Essential machen.“
Bei Allmusic sprangen 3 von 5 möglichen Sternen heraus. Die Rezensenten auf metalreviews.com kamen auf 76 beziehungsweise 83 Punkte von 100. Mike meinte, Nasty Nasty sei ein respektables, oft übersehenes, Album, wie Rockmusik sein sollte, ohne Ausfälle, aber Killerqualitäten besitze es nicht.